# Lincolnshire (Kentucky)
Lincolnshire – miasto w Stanach Zjednoczonych, w stanie Kentucky, w hrabstwie Jefferson.